# Горенц, Марьян
Марьян Горенц (словен. Marjan Gorenc; род. 27 февраля 1964, Любляна) — югославский и словенский хоккеист, левый нападающий. В составе сборных Югославии и Словении участвовал в хоккейном турнире домашних Олимпийских игр 1984 года в Сараево и 11 розыгрышах чемпионатов мира (в вышем дивизионе — ни разу). Был признан самым ценным игроком домашнего победного турнира в группе B чемпионата мира 1998 года. Был включён в «сборную всех звёзд» чемпионата Словении сезона 1992/93.